# USS Kingsville (LCS-36)
USS Kingsville (LCS-36) — корабель прибережної зони типу «Індепенденс» ВМС США.
Майбутній «Kingsville» названий на честь міста Кінгсвілл, штат Техас, і є першим кораблем, що матиме це ім'я.
Урочиста церемонія різання сталі відбулась 2 лютого 2021 року на підприємстві компанії Austal USA у штаті Алабама.
Корабель був закладений 23 лютого 2022 року.
23 березня 2023 року корабель був спущений на воду.

## Характеристики
Повна водотоннажність кораблів типу «Independence» становить 3100 тонн, довжина корпусу — 127 метрів, ширина — 31 метр.
Заявлена максимальна швидкість — 44 вузли, дальність плавання — 4300 миль. Екіпаж — 40 осіб, а також можливе додаткове розміщення до 35 осіб персоналу.